# Aleksandar Ranković
Aleksandar „Leka” Ranković, sr. Александар Ранковић Лека (ur. 28 listopada 1909 w Draževacu k. Obrenovacu, zm. 20 sierpnia 1983 w Dubrowniku) – jugosłowiański polityk komunistyczny serbskiego pochodzenia, bliski współpracownik Josipa Broza Tity wymieniany (obok Tity, Edvarda Kardelja i Milovana Đilasa) w gronie liderów kraju. 
Pełnił funkcje wiceprezydenta Jugosławii, sekretarza KC Związku Komunistów Jugosławii i ministra spraw wewnętrznych. Został odsunięty w lipcu 1966 r. pod zarzutem odchylenia „państwowocentralistycznego”. 
Uchwałą z dnia 11 października 1946 r. Prezydium Krajowej Rady Narodowej nadało mu Order Krzyża Grunwaldu II klasy. 